# Johannisborg
Johannisborg es una ruina de una fortificación en el municipio de Norrköping, condado de Östergötland, Suecia. Los fundamentos de Johannisborg datan de 1614. Las fortificaciones fueron mayormente finalizadas en 1618. El arquitecto del proyecto fue el arquitecto flamenco Hans Fleming (1545-1623). Cuando los rusos invadieron en 1719, Johannisborg fue incendiado.